# Петер Габелер
Петер Габелер (нім. Peter Habeler, 22 липня 1942, Майргофен, Тіроль, Австрія) — видатний австрійський альпініст народився в місті Майргофен в тірольській долині Ціллерталь. Після закінчення школи він шукав своє покликання відразу в двох професіях, навчаючись в економічній школі в місті Фельдкірх, а також на курсах художньої обробки скла в місті Крамзах.

## Життєпис
З малих років його манили гори. З шести років він став ними цікавитися, а в 11 — зробив свої перші кроки до них. До 16 років Петер вже мав досить солідний досвід і навички що б долати важкі скелясті і крижані маршрути австрійських вершин. І незабаром, він прийшов до висновку що своє майбутнє незмінно пов'яже з горами.
У 21-річному віці, після успішного проходження державного іспиту, Петер отримав диплом і спеціальність альпійського гірського гіда та гірськолижного інструктора. А завдяки своїй прекрасній кваліфікації, набутій ще в юні роки, він став наймолодшим главою альпіністського-лижного навчального курсу «Österreichischen Berg-und Skiführeausbildung» в Інсбруці. Цей курс він очолював довгий час, поки в 70-х роках не заснував свою власну школу «Skischule Mayrhofen», яка існує і понині. У 1999 р. за внесок у розвиток безпеки в Альпах він був удостоєний звання професора.
У класичному альпінізмі Петер Хабелер знаменитий своїми складними сходженнями, такими як:
- сходження в 1967 р. в парі з Майклом Майєром на Центральний стовп Френей (нім. Freney Central Pillar) в Монблані. У той час це було лише 5-е сходження по цих стінах.
- сходження по маршруту Гекмайра на півн. стіні Ейгера було здійснено в 1974 р. в парі з Райнгольдом Месснером всього за 10 год. Цей рекорд швидкості тримався аж до 2004 р., коли його всього лише на 1 годину побили Улі Штек і Штефан Сигріст.
- сходження в 1977 р. в парі з Майклом Майєром за маршрутом Вальтера Бонатті (нім. Walter Bonatti) і Тоні Гоббі (нім. Toni Gobbi): «нім. Bonatti-Gobbi Route» на півн. стіну нім. Grand Pilier D'Angle на Монблані.
- в 1969 р. він піднявся на вершину Кордильєра Уайуаш (Перу) в парі з Райнгольдом Месснером, зробивши при цьому траверс від півн.-схід. стіни нім. Yerupaja Grande (6634 м) до південно-західної стіні нім. Yerupaja Chico (6121 м).
- Петер також став першим європейцем, що пройшов класичний американський бігволл — це був маршрут «нім. Salathe Wall» на Ель-Капітан в Йосемітах, пройдений вперше в 1970 р. Дугом Скоттом.

У 1975 р. Петер Габелер і Райнгольд Месснер у своєму незбагненному альпійському стилі змогли пройти півн.-зах. стіну восьмитисячника Гашербрум I (8080 м), з цього моменту альпінізм, в очах багатьох, вступив у свою нову епоху — епоху підкорення найвищих вершин світу в альпійському стилі. Це була грандіозна подія, адже до цього, майже сотню років, альпіністи піднімалися на вершини гігантів у важкому, осадочному стилі.
По справжньому світова популярність прийшла до Петера в 1978 р., коли він разом з Райнгольдом Месснером піднявся на вершину світу — гору Еверест, причому зробили вони це без використання кисневих балонів. Це сходження відкрило новий рядок не тільки у підкоренні Евересту, а в історії альпінізму — адже сходження на найвищу вершину світу було здійснено без використання кисневих балонів, що до цього моменту вважалося неможливим.
Лінія сходження Месснера і Габелера проходила за класичним маршрутом (з півд. сідла по півд.-схід. гребеню). Тоді, для Месснера підкорення Евересту було четвертим восьмитисячником в його кар'єрі: Нанга Парбат (1970), Манаслу (1972) і Гашербрум I (1975). Це історичне сходження на Еверест було здійснено в рамках австрійської експедиції під керівництвом Ганса Шелпа.
Про сходження на Еверест в 1978 р. Петер писав у книзі "Ler Eimsame Sieg Mount Everest 78"наступне:
|  | Для Райнгольда і мене ніяка киснева маска не впаде з неба, якщо навіть на вершині Евересту тиск повітря буде незначним. Ми твердо вирішили працювати, так би мовити, на страх і ризик, ми не будемо перестраховуватися, залишаючись в резерві, йти останніми - Еверест без допоміжних засобів — своїми силами. Мені було десять років, коли Гілларі і Тенцинг вперше підкорили Еверест. І з тих пір ця гора стояла переді мною великою, далекою, фантастичною метою. Також як сьогодні хлопчаки мріють долетіти космонавтами на Місяць, так я хотів стояти коли-небудь на найвищій вершині світу. Книгу Гілларі «Ризик — благородна справа» я проковтнув з великим інтересом. Кожна фаза штурму вершини залишилася незгладимою в пам'яті. І коли, я тоді, на початку п'ятдесятих роках дерся по вітчизняних тритисячниках, то бачив себе ймовірно вже завойовником даху світу. Коли мені ледь виповнилося 12 років, я вже здійснив сходження поодинці на всі вершини Ціллерталя. Коли я зараз думаю про те, яким небезпекам я піддавав себе тоді через свою недосвідченість, мені видається прогнозом долі, що зі мною ніколи не трапиться щось серйозне. Наше сходження на Еверест буде, звичайно, нічим іншим, як легковажною хлоп'ячою пригодою. Якраз тому, що наш вчинок у 95% всіх знавців вже з самого початку вважався приреченим на провал. Цього разу ми готувалися, по можливості, більш ґрунтовно, ніж у попередніх експедиціях. При цьому вже в першій фазі підготовки нам стало ясно, що ми повинні бути відмінно підготовлені не тільки технічно і фізично. Найважливішим для нас має бути також душевне терпіння, наша психічна витримка. Лорд Хант, керівник успішної експедиції Гілларі, висловив це таким чином: «Еверест піддає альпініста, нечуваним емоційним навантаженням. Ці навантаження можна перемогти тільки непохитною рішучістю і залізною волею. |

Незабаром після цього легендарного сходження, Петер здійснив успішне підкорення восьмитисячників Нангапарбат (8126 м), Чо-Ойю (8201 м) і Канченджанга (8586 м).
Життя Петера Габелера з дитинства була нерозривно пов'язане з тірольськими Альпами, що оточували його рідну долину. І хоча багато його експедицій на вершини світу мали грандіозний успіх, він як і раніше вважає, що найкрасивіші вершини і найкращі маршрути в його житті були тут, у рідній Австрії, в тірольській долині Ціллерталь.
З нагоди ювілею Петера, до його 70-річчя, в долині Циллерталь було урочисто відкрито новий туристичний маршрут «нім. Peter Habeler Runde». Його відкриття відбулося влітку 2013 р., і зараз цей маршрут вважається справжньою пам'яткою гірського району Майрхофен. Треккінг триває близько 56 км з набором висоти в 5000 м і з шістьма гірськими хатинами по дорозі.
Про Петера Габелера письменницею Карін Штейнбах (нім. Karin Steinbach) була написана біографічна книга під назвою «нім. Das Ziel ist der Gipfel». У 2014 р. Карін була одним з членів журі премії «Золотий льодоруб». Ця книга — свого роду інтерв'ю з Петером, в якому він проводить своїх читачів по бурхливій річці свого альпіністського життя.
Сам Петер Габелер також написав кілька книг, включаючи як професійні книги про альпінізм і гірські лижі, так і мемуари, найпопулярнішим серед яких є «нім. Der Sieg Einsame» — розповідь про «анаеробну» експедицію на Еверест в 1978 р.
У 2000 р. Петер Габелер знову спробував піднятися на Еверест, однак цього разу сходження йому не вдалося через те, що в легенях утворилася рідина внаслідок висотної хвороби.
Не зважаючи на те, що зараз Петеру вже понад 70 років, він як і раніше займається альпінізмом, і трекінгом, здійснюючи, тепер вже не такі складні сходження в Альпах та Непалі.

## Публікації
- Peter Habeler, Karin Steinbach Tarnutzer: Das Ziel ist der Gipfel. 2. Auflage. Tyrolia Verlag, Innsbruck 2008, ISBN 978-3-7022-2812-5